# Mai Jones
Mai Jones (6. února 1899 – 7. května 1960) byla velšská zpěvačka, klavíristka, autorka písní a rozhlasová producentka.

## Život
Narodila se v Newportu na jihovýchodě Walesu do rodiny přednosty železniční stanice. Studovala hudbu na Cardiffské univerzitě a následně odešla do Londýna za studiem na Royal College of Music. V roce 1924 vystupovala na Národním Eisteddfodu v Pontypoolu. Později působila v duu The Carroll Sisters, sama měla kontraaltový hlas, zatímco druhá členka (Elsie Eaves) soprán. V roce 1941 se stala producentkou na rozhlasové stanici BBC v Cardiffu. Produkovala například zábavní pořady Welsh Rarebit a Saturday Starlight. Mezi její písně patří například „Blackbirds“, „Wondering If You Remember“ a „Rhondda Rhapsody“.
V roce 1947 se provdala za skladatele Davida Daviese, strýce hudebníka a skladatele Johna (Daviese) Calea. Davies kromě skládání pracoval jako inženýr rovněž pro BBC.
Mai Jones zemřela ve svém domě v rodném Newportu ve věku 61 let a pochována byla u zdejšího kostela sv. Gwynllywa.